# Россау (Саксонія)
Россау (нім. Rossau) — громада в Німеччині, розташована в землі Саксонія. Входить до складу району Середня Саксонія.
Площа — 53,29 км2. Населення становить 3492 ос. (станом на 31 грудня 2020).